# Point of no Return

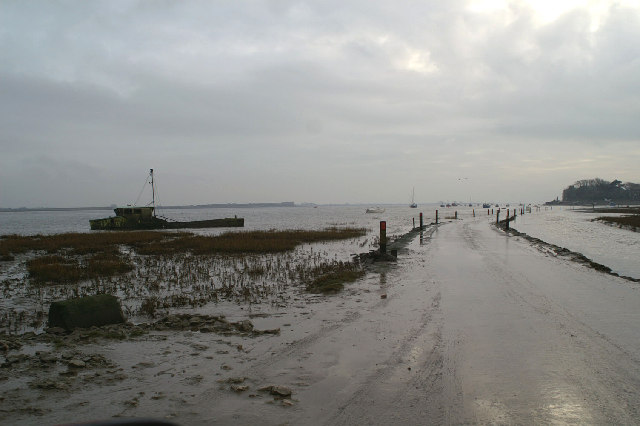
Deichweg bei Sunderland Point kurz vor der Flut zum Zeitpunkt des Point of no return, ab dem eine trockene Rückkehr auf diesem Weg erst wieder mit der nächsten Ebbe möglich ist

Als Point of no Return (englisch für Punkt ohne Wiederkehr) (PNR, seltener auch PONR) wird in unterschiedlichen Zusammenhängen der Zeitpunkt innerhalb eines Vorgangs oder Ablaufs bezeichnet, von dem an eine Rückkehr zum Anfangs- oder Ausgangspunkt nicht mehr möglich ist. Eine deutsche Entsprechung ist Umkehrgrenzpunkt.

## Geschichtswissenschaft
In der Geschichtswissenschaft bezeichnet der Ausdruck den Zeitpunkt, von dem an eine historische Entwicklung nicht mehr umkehrbar erscheint oder Entscheidungen nicht mehr revidiert werden können. Der Begriff entstammt ebenso wie etwa der Begriff „invention of tradition“ der englischen und amerikanischen Geschichtswissenschaft und hat von dort rezeptionsbedingt den Weg auch in den europäischen Geschichtsdiskurs gefunden.
Ein klassisches Beispiel für einen Point of no Return in der Geschichte ist Caesars Überschreiten des Grenzflusses Rubikon mit 5000 Soldaten am 10. Januar 49 v. Chr. Der Anmarsch Caesars von Gallien nach Italien wies bereits darauf hin, dass er eine militärische Entscheidung gegen seine Widersacher im Senat suchte. Mit der Überschreitung des Flusses brachte Caesar seine Truppen erstmals auf italienisches Gebiet, womit er sich außerhalb des Gesetzes stellte. Dadurch kam ein Rückzug Caesars nicht mehr in Frage. Die sprichwörtlichen Würfel waren geworfen, wenn auch der Ausgang des Bürgerkriegs noch offen war.

## Luft- und Raumfahrt
Auch in der Raum- und Luftfahrt ist dieser Begriff gebräuchlich. Auf einer Startbahn gibt es einen Punkt, nach dessen Überschreiten der Start nicht mehr abgebrochen werden kann, weil die verbleibende Startbahnlänge nicht mehr ausreicht, das Flugzeug sicher abzubremsen. Es muss gestartet und gegebenenfalls eine Notlandung versucht werden. Die Geschwindigkeit, bei welcher ein Start noch sicher abgebrochen werden kann, wird als V1 bezeichnet.
Ebenso erreicht ein Flugzeug beim Flug über einen Ozean den Point of no Return, wenn der verbleibende Treibstoff für den Rückflug zum Ausgangsufer nicht mehr ausreicht und zwingend bis zum Zielufer weitergeflogen werden muss. Da das Flugzeug durch den Treibstoff-Verbrauch leichter wird (und dadurch wiederum weniger Treibstoff benötigt, um die Flughöhe bzw. Geschwindigkeit zu halten), liegt der Point of no Return nicht in der Mitte der Route, sondern in der zweiten Hälfte.
Bei startenden Raumfahrzeugen ist der Max Q relevant; er bezeichnet den Zeitpunkt, bei welchem die Belastung durch den Luftwiderstand maximal ist. Ist dieser Punkt erreicht, ist der Weiterflug in die Erdumlaufbahn sicherer als der Startabbruch.

## Globale Erwärmung
Bei der globalen Erwärmung, ausgelöst durch die Industrialisierung und den Ausstoß von Treibhausgasen durch den Menschen, spricht man vom Point of no Return, wenn sich der Verlauf und das Fortschreiten des Klimawandels nicht mehr aufhalten lässt, auch nicht, wenn der Ausstoß von Treibhausgasen massiv gesenkt wird. Der Point of no Return versteht sich bei der globalen Erwärmung also insbesondere als den Moment, indem sich die erderwärmenden Prozesse verselbstständigen und unaufhaltsam werden, auch wenn der Mensch alle Anstrengungen zum Klimaschutz unternimmt. Dafür gibt es unterschiedliche Kippelemente im Erdklimasystem, welche sich bei Überschreitung des sogenannten Tipping Points, welcher auch als Point of no Return bei der Globalen Erwärmung gelten kann, verselbstständigen und einen unaufhaltsamen Domino-Effekt auslösen. Das könnte zum Beispiel der Fall sein, wenn große Teile des Permafrostbodens auftauen, wodurch große Mengen Treibhausgase freigesetzt werden, sich der Prozess fortsetzt und immer weiter selbst verstärkt, obwohl der Mensch selbst schon lange keine Treibhausgase mehr emittiert.
Wo dieser Punkt exakt liegt, ist nicht genau bekannt und kann nur äußerst schwierig ermittelt werden, weil für die Bestimmung eine Vielzahl globaler Prozesse miteinbezogen werden müssen. Es gibt Meinungen in der Wissenschaft, welche den Point of no Return bei der globalen Erwärmung bereits als überschritten ansehen, andere Wissenschaftler kritisieren diese Ansicht.

## Alpinismus, Outdoorsport
Für die sicherheitsbewusste Planung einer Bergtour muss man für jede einzelne Etappe festlegen, wo der Umkehrpunkt liegt – ab welchem Punkt das Weitergehen sicherer oder einfacher als die Umkehr ist. Die voraussichtliche Wetterentwicklung, die Distanz und das Höhenprofil der Route, sowie auch die Weg- und Geländebeschaffenheit bestimmen, wo der Umkehrpunkt liegt. Ebenfalls wird die Erreichbarkeit von Unterkünften und anderen wettergeschützten Orten dabei berücksichtigt. Sind die Wetter- und die anderen Bedingungen beim Umkehrpunkt vertretbar, wird die Tour wie geplant weiter geführt.
Die Bergsteiger-Literatur verweist nicht nur auf den Umkehrpunkt, sondern rät auch zur Festlegung von Punkten, an welchen man sich zum Weitergehen auf einem einfacheren, beziehungsweise sichereren Umweg entscheiden kann.
Beim Laufen oder Radfahren auf einer kreisförmigen Bahn kann der vom Start-/Zielpunkt am weitesten entfernteste Punkt als Point of no return bezeichnet werden, da eine Rückkehr auf der bisher zurückgelegten Strecke i. d. R. länger ist als dem geplanten Streckenverlauf in Richtung Ziel zu folgen.

## Physik
In der Physik bezeichnet der Point of no return oft einen ausgezeichneten Punkt in einem Potential. In der Gravitationsphysik ist damit oft das Passieren des Ereignishorizonts bei der Reise in ein Schwarzes Loch gemeint, wonach es kein Zurück mehr gibt.

## Sexualforschung
In der Sexualforschung bezeichnet der Point of no return auch den Punkt, an dem ein (vorzeitiges) Verhindern bzw. Hinauszögern des Orgasmus durch Unterbrechen der Stimulation beim Mann nicht mehr möglich ist. Besonders beim vorzeitigen Samenerguss werden von Sexualforschern wie Masters und Johnson Techniken empfohlen, um den Point of no return frühzeitig zu antizipieren und den Orgasmus hinauszuzögern.